# Lovehatetragedy
Lovehatetragedy is het derde studioalbum van de Amerikaanse rockband Papa Roach. Het album kwam uit op 18 juni 2002.

## Geschiedenis
In tegenstelling tot hun tweede album, Infest uit 2000, verkocht Lovehatetragedy niet zo goed. Er werden meer dan 700.000 stuks verkocht, waarmee het goud behaalde in de Verenigde Staten, Canada en het Verenigd Koninkrijk. Wereldwijd werden er meer dan een miljoen stuks verkocht. Het album bereikte de tweede plaats in de Amerikaanse hitlijst Billboard 200.
Een opnieuw opgenomen versie van het nummer "M-80 (Explosive Energy Movement)" komt voor in het computerspel Amplitude.

## Nummers
Alle muziek en teksten zijn geschreven door Jacoby Shaddix en Tobin Esperance, tenzij anders aangegeven. 
| 1.                 | M-80 (Explosive Energy Movement)                                            | 2:26 |
| 2.                 | Life Is a Bullet                                                            | 4:05 |
| 3.                 | Time and Time Again                                                         | 2:58 |
| 4.                 | Walking Through Barbed Wire                                                 | 3:04 |
| 5.                 | Decompression Period (Shaddix, Esperance en Dave Buckner)                   | 3:59 |
| 6.                 | Born with Nothing, Die with Everything                                      | 3:49 |
| 7.                 | She Loves Me Not                                                            | 3:29 |
| 8.                 | Singular Indestructible Droid (Shaddix, Esperance, Buckner en Jerry Horton) | 3:48 |
| 9.                 | Black Clouds (Shaddix, Esperance, Buckner)                                  | 4:01 |
| 10.                | Code of Energy (Shaddix, Esperance, Buckner)                                | 4:04 |
| 11.                | Lovehatetragedy (Shaddix, Esperance, Horton")                               | 3:11 |
| Totale duur: 39:00 |                                                                             |      |

| Nr. | Titel                                                | Duur |
| --- | ---------------------------------------------------- | ---- |
| 12. | Gouge Away (Pixies-cover)                            | 2:07 |
| 13. | Never Said It                                        | 3:05 |
| 14. | Naked in Front of the Computer (Faith No More-cover) | 2:13 |

| Nr. | Titel                              | Duur |
| --- | ---------------------------------- | ---- |
| 12. | Gouge Away (Pixies-cover)          | 2:07 |
| 13. | Never Said It                      | 3:05 |
| 14. | Between Angels and Insects (Video) | 3:54 |
| 15. | Last Resort (Video)                | 3:20 |

## Bandleden
- Jacoby Shaddix - leadzang
- Jerry Horton - gitaar, achtergrondzang
- Tobin Esperance - basgitaar, achtergrondzang
- Dave Buckner - drums, percussie

## Hitnoteringen

### Album Top 100
| "Lovehatetragedy" in de Nederlandse Album Top 100 - binnen: 29-06-2002 | "Lovehatetragedy" in de Nederlandse Album Top 100 - binnen: 29-06-2002 | "Lovehatetragedy" in de Nederlandse Album Top 100 - binnen: 29-06-2002 | "Lovehatetragedy" in de Nederlandse Album Top 100 - binnen: 29-06-2002 | "Lovehatetragedy" in de Nederlandse Album Top 100 - binnen: 29-06-2002 | "Lovehatetragedy" in de Nederlandse Album Top 100 - binnen: 29-06-2002 | "Lovehatetragedy" in de Nederlandse Album Top 100 - binnen: 29-06-2002 | "Lovehatetragedy" in de Nederlandse Album Top 100 - binnen: 29-06-2002 | "Lovehatetragedy" in de Nederlandse Album Top 100 - binnen: 29-06-2002 | "Lovehatetragedy" in de Nederlandse Album Top 100 - binnen: 29-06-2002 | "Lovehatetragedy" in de Nederlandse Album Top 100 - binnen: 29-06-2002 |
| Week                                                                   | 1                                                                      | 2                                                                      | 3                                                                      | 4                                                                      | 5                                                                      | 6                                                                      | 7                                                                      | 8                                                                      | 9                                                                      | 10                                                                     |
| ---------------------------------------------------------------------- | ---------------------------------------------------------------------- | ---------------------------------------------------------------------- | ---------------------------------------------------------------------- | ---------------------------------------------------------------------- | ---------------------------------------------------------------------- | ---------------------------------------------------------------------- | ---------------------------------------------------------------------- | ---------------------------------------------------------------------- | ---------------------------------------------------------------------- | ---------------------------------------------------------------------- |
| Nummer                                                                 | 33                                                                     | 22                                                                     | 21                                                                     | 25                                                                     | 40                                                                     | 48                                                                     | 54                                                                     | 70                                                                     | 80                                                                     | 99                                                                     |